# Каменский, Валентин Александрович
Валенти́н Алекса́ндрович Каме́нский (16 (29) сентября 1907, Тула, Российская империя — 20 ноября 1975, Ленинград, СССР) — русский советский архитектор, педагог, один из авторов Генерального плана Ленинграда 1966 года. Народный архитектор СССР (1970). Лауреат Ленинской премии (1978 — посмертно).

## Биография
Валентин Каменский родился 16 (29) сентября 1907 года в Туле.
Поступил на строительный факультет Ленинградского политехнического института. В результате реорганизации высшей школы факультет был выделен в самостоятельный вуз. В 1931 году окончил Ленинградский институт инженеров промышленного строительства (отраслевой вуз Ленинградского политехнического института, ныне Военный инженерно-технический университет).
Преподавал в Ленинградском институте инженеров промышленного строительства (1931—1939), с 1941 года — в Ленинградском инженерно-строительном институте (ныне Санкт-Петербургский государственный архитектурно-строительный университет). Профессор (с 1959 года).
В 1951—1971 годах — главный архитектор Ленинграда, один из авторов Генерального плана Ленинграда 1966 года. Официально работа над новым Генпланом велась в Ленинграде с 1958 года под руководством заместителя главного архитектора города, руководителя мастерской № 1 института «ЛенНИИпроект» Александра Наумова при постоянном контроле Валентина Каменского. Также в разработке Генплана приняли участие следующие архитекторы: Г. Н. Булдаков, А. В. Гордеева. Г. К. Григорьева, Т. П. Кондратьева. Е. М. Лавровская, В. Ф. Назаров, Вяч. В. Попов, Д. Ф. Хохлов.
Именно тогда была сформулирована новейшая, ставшая революционной градостроительная идея советского Ленинграда — выход к морю. Генеральный план 1966 года предусматривал большой объём жилищного и других видов строительства на северном и южном побережьях Финского залива. Однако исторический центр Ленинграда с его архитектурными ансамблями, сконцентрированными в основном на главных композиционных осях — вдоль Невского проспекта и по набережным Невы — должен был сохранить свое смысловое и композиционное значение.
Вопросам сохранения исторического центра города Каменский всегда уделял самое пристальное внимание. В статье «Творческие задачи архитекторов Ленинграда», опубликованной в журнале «Архитектура Ленинграда» № 1 за 1945 год, он писал: «Получив право строить на улицах великого города, надо чрезвычайно бережно относиться ко всему тому, что имеет архитектурную и историческую ценность».
По воспоминаниям близко знавшего архитектора, народного архитектора России В. В. Попова, В. А. Каменский, став главным архитектором, воспринял на себя всю меру ответственности за сохранение архитектуры в центральных районах, и умело с этим справлялся, предотвращая многие беды посягательств на бездумные преобразования в центре, часто исходившие и от людей, стоящих по службе над ним.
При этом именно при нём было принято решение о сносе церкви Спаса на Сенной ради строительства павильона метро. Церковь являлась культурным памятником позднего барокко и на тот момент имела статус собора. В 1961 году она была взорвана и на освободившемся месте был выстроен вестибюль станции метрополитена «Площадь Мира», переименованную в 1992 году в «Сенную площадь».
В 1960-е годы были снесены и развалины пострадавших в войну храмов Троице-Сергиевой Приморской пустыни: Троицкого собора, построенного под руководством Бартоломео Франческо Растрелли по проекту Пьетро Антонио Трезини, а также Покровского храма и храма Воскресения Христова.
Член Союза архитекторов СССР.
Член ВКП(б) с 1941 года. Делегаты XXII съезда КПСС.

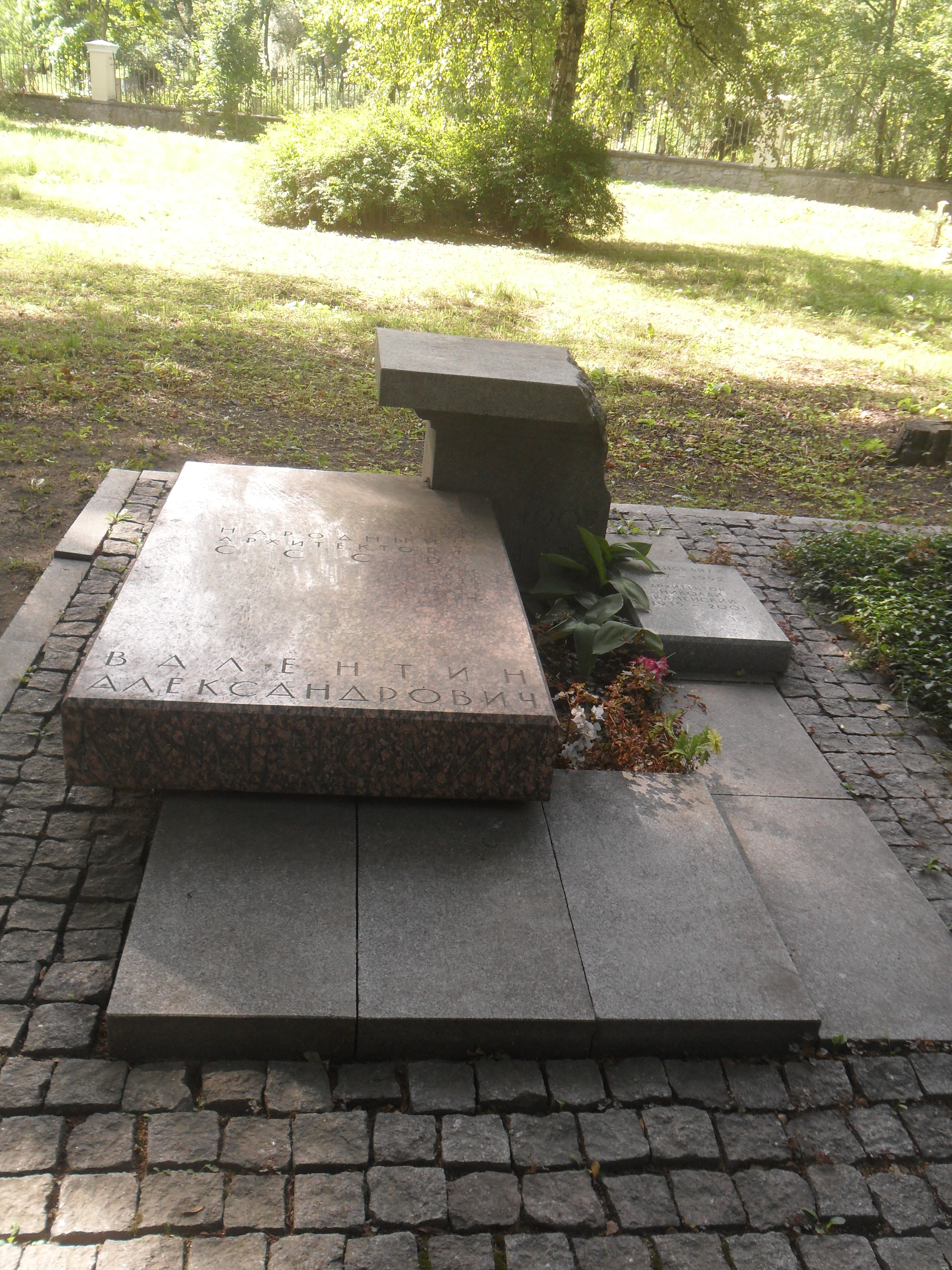
Могила Каменского на Литераторских мостках в Санкт-Петербурге.

Умер 20 ноября 1975 года в Ленинграде. Похоронен на Литераторских мостках Волковского кладбища.

### Семья
- Сын — Николай Валентинович Каменский (1935—2001), архитектор-художник. Лауреат Государственной премии СССР (1973).

## Награды и звания
- Народный архитектор СССР (1970)
- Ленинская премия (1978 — посмертно) — за «Монумент в честь героической обороны Ленинграда в 1941—1943 годах и разгрома немецко-фашистских войск под Ленинградом в 1944 году»
- Орден Ленина
- Орден Октябрьской Революции (25.08.1971)[10]
- Орден «Знак Почёта»
- Медали.

## Проекты
- Один из авторов проекта генерального плана развития Ленинграда 1966 года.
- Руководитель проекта планировки и застройки:
  - Проспекта Стачек (1951—1955)
  - Комсомольской площади (1956)
  - въездной площади района «Автово» (1954)
  - района «Дачное» (с 1960)
  - экспериментального жилого района на Васильевском острове (1967)
- Киноконцертный зал «Октябрьский» (1967; архитекторы В. А. Каменский, Ж. М. Вержбицкий, А. В. Жук, инженеры Е. Б. Галкин, Н. В. Максимов)
- Памятник В. И. Ленину на Московской площади (1970; скульптор М. К. Аникушин, архитектор В. А. Каменский)
- Мемориал «Героическим защитникам Ленинграда» (1975; скульптор М. К. Аникушин, архитекторы В. А. Каменский, С. Б. Сперанский)
- Триумфальная арка в Автове (не сохранилась)

## Книги
- Каменский В. А. Площадь Декабристов. — Л., 1943.
- Каменский В. А. Таврический дворец. — Л.:М., 1948.
- Каменский В. А. Архитектура Ленинграда. Площади, набережные, проспекты, памятники, сады и парки. — Л., 1957.
- Каменский В. А. Ленинград сегодня и завтра. — Л., 1962.
- Каменский В. А., Наумов А. И. Генеральный план развития Ленинграда. — Л., 1966.
- Каменский В. А. Город смотрит в завтра. Генеральный план развития Ленинграда. — Л., 1972.
- Каменский В. А. Генеральный план развития города. — Л., 1972.
- Каменский В. А., Наумов А. И. Ленинград. Градостроительные проблемы развития. — Л., 1973.

## Архивы
- РГАЛИ Ф. 2916. Оп. 3. Дело 167. (Комитет по Ленинским и Государственным премиям СССР в области литературы, искусства и архитектуры при Совете Министров СССР (1956—1992); г. Москва. Личные дела лауреатов Ленинской премии 1978 г. Сперанского С. Б., Каменского В. А. — монумент в честь героической обороны Ленинграда в 1941—1943 годах и разгрома немецко-фашистских войск под Ленинградом в 1944 году)